# Rasac de Saucinhac
Rasac de Saucinhac (en francès Razac-de-Saussignac) és un municipi francès situat al departament de la Dordonya i a la regió de la Nova Aquitània.

## Demografia
| 1962                                       | 1968 | 1975 | 1982 | 1990 | 1999 | 2007 |
| ------------------------------------------ | ---- | ---- | ---- | ---- | ---- | ---- |
| 327                                        | 310  | 282  | 274  | 308  | 332  | 395  |
| Des de 1962: població sense dobles comptes |      |      |      |      |      |      |

## Administració
| Període   | Identitat       | Partit |
| --------- | --------------- | ------ |
| 2001-2006 | Joël Beltramini |        |
| 2006-     | René Visentini  |        |